# トンプソン・ニコラ地域
トンプソン・ニコラ地域（トンプソン・ニコラちいき、英：Thompson-Nicola Regional District、略称：TNRD）はブリティッシュコロンビア州の地方行政区の1つ。行政府はカムループスで、同市だけで同地域における全人口の65%を占めている。スポーツやアウトドアの盛んなエリアとして知られており、リットン村では2021年6月29日にカナダ最高となる49.6度を観測している。トンプソンの名はトンプソン川（Thompson River）に由来する。

## 地理
同地域の南部はほとんどが不毛の丘で広がっており、半砂漠な気候になっている。このため、夏になるとカナダ国内では最も暑くなる場所のひとつとして知られている。これに対し、標高の低い地域は農場や果樹園の栽培に適した土地が多くある。人口密度の低い北部は森林や深い谷が広がっており、北東部にあるコロンビア山脈の山頂には氷河も見られる。山の麓にあたる北部周辺は雪や雨が多く、年間を通して南部より低い気温であるが、夏は乾燥した気候である。

## 主な都市
- カムループス（Kamloops）
- リットン（Lytton）